# 2018년 동계 올림픽 모로코 선수단
2018년 동계 올림픽 모로코 선수단은 대한민국 평창군에서 개최될 2018년 동계 올림픽에 참가할 예정인 올림픽 모로코 선수단이다. 2010년 밴쿠버 올림픽 이후 3회 연속 출전이다.
이번 대회에서 모로코는 알파인스키와 크로스컨트리 스키 두 종목에 남자선수 각각 한 명씩 출전할 예정이다. 여자 선수는 출전하지 않는다.

## 참가 선수
| 종목         | 남자 | 여자 | 합계 |
| ------------ | ---- | ---- | ---- |
| 알파인스키   | 1    | 0    | 1    |
| 크로스컨트리 | 1    | 0    | 1    |
| 합계         | 2    | 0    | 2    |

## 메달 집계
| 종목 | 1 | 2 | 3 | 합계 |
| 합계 |   |   |   |      |

## 종목별 성적

### 알파인 스키

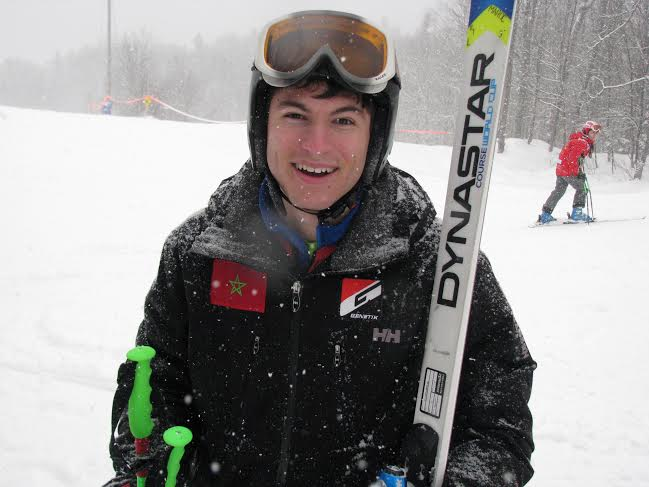
알파인스키 종목에 참가하는 아담 람하메디 선수

모로코에는 총 한 명의 남자 선수가 배정됐다. 아담 람하미디 선수와 그 형제 사미 람하메디 선수가 올림픽 출전 예선전에 참가하였으나 아담 람하메디 선수만 출전 자격을 얻었다. 다만 2014년 대회처럼 아담 선수가 부상을 당할 경우에는 사미 선수가 대신 출전할 계획이다.
남자
| 선수          | 종목        | 1차  | 1차  | 2차  | 2차  | 최종 | 최종 |
| 선수          | 종목        | 시간 | 순위 | 시간 | 순위 | 시간 | 순위 |
| ------------- | ----------- | ---- | ---- | ---- | ---- | ---- | ---- |
| 아담 람하메디 | 남자 대회전 |      |      |      |      |      |      |
| 아담 람하메디 | 남자 회전   |      |      |      |      |      |      |

### 크로스컨트리 스키
모로코에는 한 명의 선수가 배정되었다. 지난 2010년 동계 올림픽에 모로코 국가대표로 출전한 경력이 있는 아지마니 선수이다.
| 선수            | 종목           | 결승 | 결승 | 결승 |
| 선수            | 종목           | 시간 | 감점 | 순위 |
| --------------- | -------------- | ---- | ---- | ---- |
| 사미르 아지마니 | 남자 15km 프리 |      |      |      |